# Pierre Zebli
Pierre Desiré Zebli (Dabou, 6 december 1997) is een Ivoriaans-Italiaans voetballer die doorgaans speelt als middenvelder. In juli 2025 verliet hij Zirə FK.

## Clubcarrière
Zebli speelde in de jeugd van Bastia en kwam in 2012 in de opleiding van Internazionale te spelen. Het seizoen 2014/15 bracht de middenvelder door op huurbasis bij Perugia, waarvoor hij één competitiewedstrijd speelde. In de zomer van 2015 maakte Zebli een definitieve overstap naar Perugia. In anderhalf seizoen kwam de Ivorriaan tot achtenveertig optredens in de Serie B.
De middenvelder werd in januari 2017 voor circa vier miljoen euro overgenomen door KRC Genk, waar hij zijn handtekening zette onder een verbintenis voor de duur van vierenhalf jaar. Tijdens een feestje in juli 2017 kreeg hij glasscherven in zijn oog, waardoor hij niet meer op niveau kon spelen. Na anderhalf jaar zonder professionele optredens voor Genk werd Zebli medio 2018 voor één seizoen verhuurd aan Ascoli. Na een halfjaar besloot Ascoli om Zebli weer terug te sturen naar Genk, nadat hij drie competitiewedstrijden had gespeeld.
In de zomer van 2021 vertrok hij bij Genk. Hij speelde voor Cattolica. In februari 2022 trok Tsarsko Selo hem aan. Zebli verkaste een half seizoen later naar Lokomotiv Plovdiv, om in juli 2023 naar Zirə FK te verkassen.

## Clubstatistieken
| Seizoen | Club              | Competitie      | Competitie | Competitie | Beker | Beker | Internationaal | Internationaal | Totaal | Totaal |
| Seizoen | Club              | Competitie      | Wed.       | Dlp.       | Wed.  | Dlp.  | Wed.           | Dlp.           | Wed.   | Dlp.   |
| ------- | ----------------- | --------------- | ---------- | ---------- | ----- | ----- | -------------- | -------------- | ------ | ------ |
| 2013/14 | Internazionale    | Serie A         | 0          | 0          | 0     | 0     | 0              | 0              | 0      | 0      |
| 2014/15 | → Perugia         | Serie B         | 1          | 0          | 0     | 0     | —              | —              | 1      | 0      |
| 2015/16 | Perugia           | Serie B         | 28         | 0          | 0     | 0     | —              | —              | 28     | 0      |
| 2016/17 | Perugia           | Serie B         | 20         | 0          | 2     | 0     | —              | —              | 22     | 0      |
| 2016/17 | KRC Genk          | Eerste klasse A | 0          | 0          | 0     | 0     | 0              | 0              | 0      | 0      |
| 2017/18 | KRC Genk          | Eerste klasse A | 0          | 0          | 0     | 0     | —              | —              | 0      | 0      |
| 2018/19 | → Ascoli          | Serie B         | 3          | 0          | 0     | 0     | —              | —              | 3      | 0      |
| 2019/20 | KRC Genk          | Eerste klasse A | 0          | 0          | 0     | 0     | 0              | 0              | 0      | 0      |
| 2020/21 | KRC Genk          | Eerste klasse A | 0          | 0          | 0     | 0     | —              | —              | 0      | 0      |
| 2021/22 | Cattolica         | Serie D         | 11         | 0          | 0     | 0     | —              | —              | 11     | 0      |
| 2021/22 | Tsarsko Selo      | Parva Liga      | 11         | 0          | 0     | 0     | —              | —              | 11     | 0      |
| 2022/23 | Lokomotiv Plovdiv | Parva Liga      | 31         | 0          | 2     | 0     | —              | —              | 33     | 0      |
| 2023/24 | Lokomotiv Plovdiv | Parva Liga      | 2          | 1          | 0     | 0     | —              | —              | 2      | 1      |
| 2023/24 | Zirə FK           | Premyer Liqası  | 32         | 0          | 6     | 0     | —              | —              | 38     | 0      |
| 2024/25 | Zirə FK           | Premyer Liqası  | 21         | 0          | 3     | 0     | 7              | 0              | 31     | 0      |
| Totaal  | Totaal            | Totaal          | 160        | 1          | 13    | 0     | 7              | 0              | 180    | 1      |

Bijgewerkt op 3 juli 2025.